# Scilla hyacinthoides
Scilla hyacinthoides е луковично растение. Цъфти през март до април със синкаво-лилави цветя на 50 – 80 см високи цъфтящи дръжки. Растението е геофит (орган от растенията, специално модифицирано за съхранение на енергия).

## Таксономия
Scilla hyacinthoides е описан за първи път от Карл Линей, и принадлежи на род Синчец (Scilla) и Семейство Аспарагусови (Asparagaceae). В онлайн базата данни „Каталог на живота“ (на английски: Catalogue of Life) не са посочени подвидове.

## Произход
Растението е родом от Близкия изток, въпреки че е донесено и във Франция от турците.

## Приложение
Това растение е в процес на опитомяване в Израел заради своите съцветия, ползвани за рязан цвят.